# الأمثال في القرآن (كتاب)
الأمثال في القرآن هو كتاب مستل من أعلام الموقعين لابن قيم الجوزية، في الأمثال الواردة في القرآن الكريم، ويوجد في القرآن الكريم (43) مثلا، تناول ابن قيم الجوزية أمثال القرآن وبينها وشرحها، والكتاب يحتوي على تسعة عشر فصلا كلها محتوية على أمثال.

## موضوعات الكتاب
المؤلف جعل الكتاب في تسعة فصول، لكن لم يعنونها، وإنما ذكر الأمثال مباشرة بعد قوله: فصل. ومن الأمثال التي ذكرها:
- الماء الذي به الحياة.
- مثل المشرك بالعنكبوت.
- مثل من عرف الحق والهدى وعمل بغيره.
- مثل المنعم عليهم والضالين والمغضوب عليهم.
- مثل من يسمع ولا يعقل.
- مثل من أعرض عن كلام الله.
- مثل الكلمة الطيبة.
- ضرب الله مثلا رجلا.
- مثل الذين حملوا التوراة.
- مثل من عمله كسراب أو في بحر لجي.[2]

## منهج المؤلف في كتابه
- يبدأ المؤلف كل مثل بذكر الآية التي يريد أن يتكلم عنها.
- يعلق على الآية ببيان المثل الوارد في الآية باختصار.
- يذكر معاني بعض الكلمات الغريبة الواردة في الآية.
- يذكر أقوال العلماء، ثم يرجح أو يجمع بين الأقوال.

## طبعات الكتاب
- طبعة مكتبة الصحابة بطنطا، بتحقيق أبو حذيفة إبراهيم بن محمد، الطبعة الأولى 1406هـ.
- طبعة دار مكة بالمملكة، بتحقيق د.ناصر بن سعد الرشيدي.
- طبعة دار المعرفة، بتحقيق سعيد محمد نمر الخطيب، 1981م.

## الكتب المؤلفة في الأمثال
- جمهرة الأمثال للعسكري.
- مجمع الأمثال للميداني.
- المستقصى للزمخشري.
- أمثال القرآن للجنيد.
- أمثال القرآن لنفطويه.
- أمثال القرآن لمحمد ابن الحسين السلمي.
- الأمثال القرآنية لعلي الماوردي.
- أمثال القرآن وأثرها في الأدب العربي إلى القرن الثالث الهجري.